# Nordic Crown
Die Nordic Crown ist ein 1994 als Crown of Scandinavia in Dienst gestelltes Fährschiff der schwedischen Reederei Rederi AB Gotland. Sie wird seit 2006 auf der Strecke von Kopenhagen nach Oslo (seit 2020 mit Zwischenstopp in Frederikshavn) eingesetzt, zunächst von Det Forenede Dampskibs-Selskab, seit 2025 von Go Nordic Cruiseline, einem Tochterunternehmen der Rederi AB Gotland.

## Geschichte

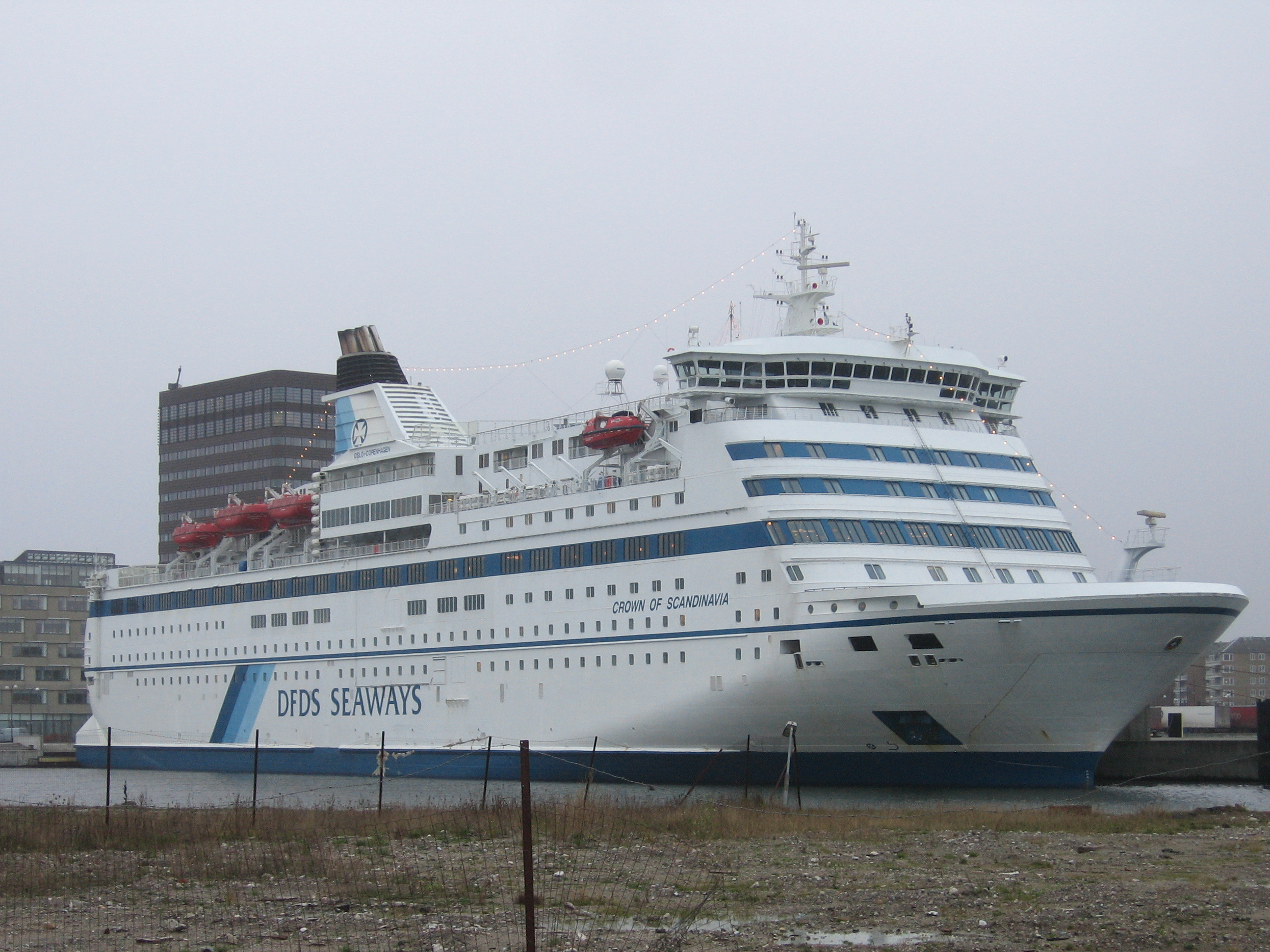
Als Crown of Scandinavia in Kopenhagen, Dezember 2008

Die Crown Seaways wurde im September 1989 unter dem Namen Frans Kockum von der Reederei Euroway für den Dienst zwischen Malmö und Lübeck-Travemünde in Auftrag gegeben und am 28. April 1990 unter der Baunummer 373 bei Brodosplit in Split auf Kiel gelegt. Der Stapellauf des Schiffes erfolgte am 6. April 1992. Eine geplante Übernahme der zwischenzeitlich in Thomas Mann umbenannten Fähre durch Euroway konnte wegen finanzieller Probleme nicht mehr erfolgen. Im Jahr darauf stellte die Reederei den Betrieb ein. Der Neubau blieb zunächst aufgelegt.

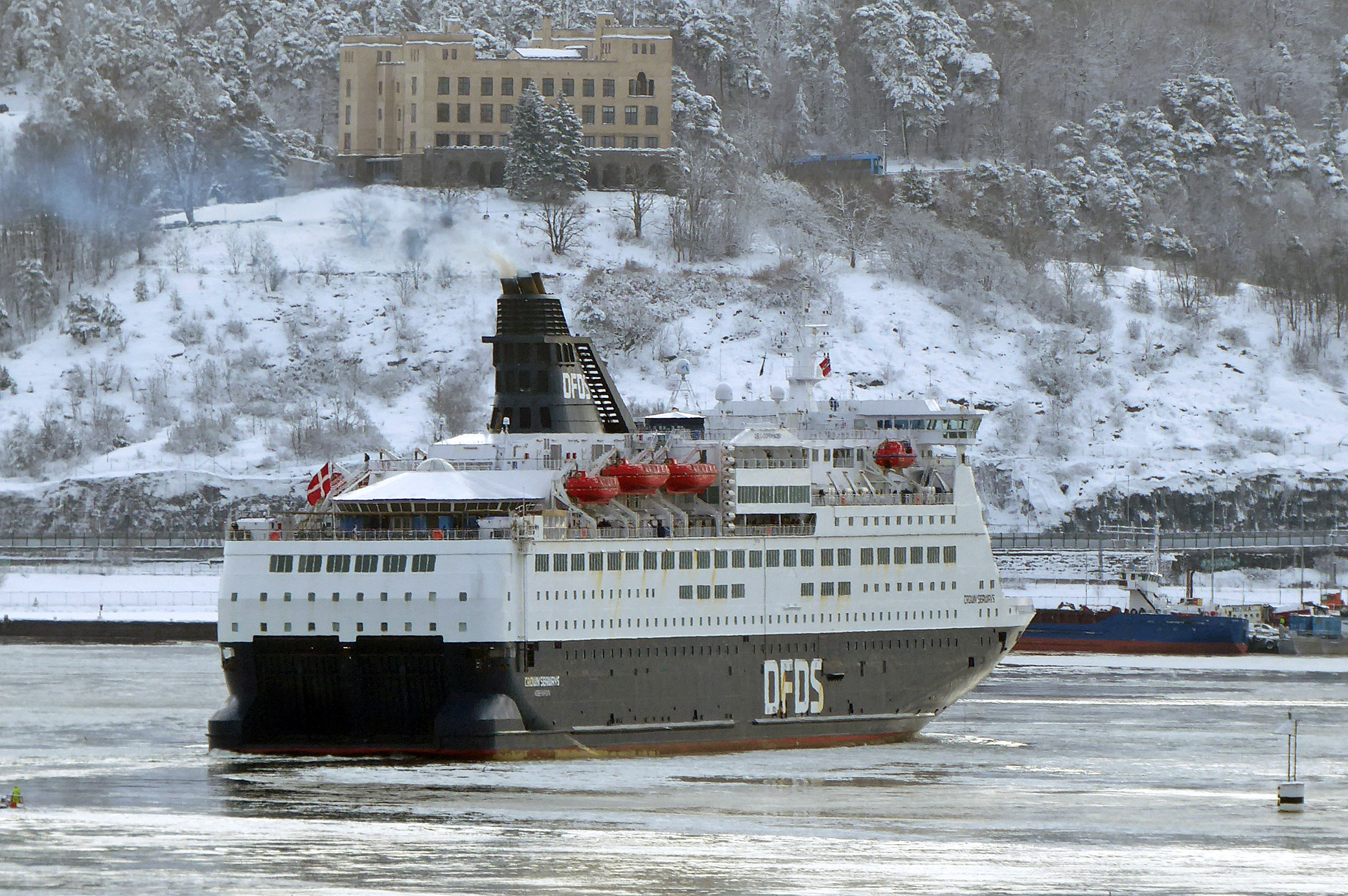
Heckansicht der Crown Seaways in Oslo, März 2023

Erst im Mai 1994 fand sich mit der Det Forenede Dampskibs-Selskab (DFDS) ein Käufer für das noch unvollendete Schiff, welches nun den Namen Crown of Scandinavia erhielt. Nach dem Einbau der Innenausstattung in der Lloyd Werft Bremerhaven und mehreren Probefahrten absolvierte die Crown of Scandinavia am 26. Juli 1994 nach ihrer Taufe ihre Jungfernfahrt von Kopenhagen über Helsingborg nach Oslo unter dem Banner der Scandinavian Seaways, eine Tochtergesellschaft der DFDS. Sie hat drei Schwesterschiffe: Die Mega Victoria, die für Corsica Ferries im Einsatz ist, die Gabriella im Dienst von Viking Line und die Isabelle (vormals ebenfalls für die Viking Line in Fahrt als Isabella), die bis 2022 von Tallink eingesetzt und 2024 nach Kanada verkauft wurde.
Im Juni und Juli 2000 unternahm das Schiff eine Reihe von kurzen Kreuzfahrten von Kopenhagen zur Öresundbrücke. Fortan wurde es von DFDS selbst bereedert. Im Oktober 2006 änderte sich die Einsatzstrecke der Crown of Scandinavia leicht, da der Zwischenstopp in Helsingborg nun wegfiel. Im Monat darauf konnte das Schiff auf einer Rückfahrt von Oslo wegen eines Unwetters zuerst nicht wie geplant Kopenhagen anlaufen, sondern musste vor Landskrona ankern. Die Ankunft in Kopenhagen erfolgte schließlich mit mehrstündiger Verspätung.
Im Januar 2013 erhielt die Crown of Scandinavia den neuen Namen Crown Seaways. Seit Juni 2020 läuft das Schiff neben Kopenhagen und Oslo zusätzlich auch Frederikshavn als Zwischenstopp an. Per Anfang Januar 2025 wurde der Dienst von Rederi AB Gotland übernommen, die ihn über ihr Tochterunternehmen Go Nordic Cruiseline betreibt. Neuer Name des Schiffes wurde Crown Seaways.